# 西寮遺址
西寮遺址目前發現的史前階段文化層，包括蔦松文化與大湖文化。而舊台南縣平原地區的蔦松文化，當屬西拉雅祖先的遺留，因此可以說西寮遺址是西拉雅族祖先所留下的遺址之一。
西寮遺址位於當時台南縣下營鄉與麻豆鎮（今台南市下營區與麻豆區）所在的曾文溪北岸沖積平原，是1992年11月12日由劉益昌主持「東西向快速道路玉井—北門線計畫」環境影響評估調查工作發現的遺址。2006年5月8日由交通部公路總局東西向快速公路高南區工程處委請中央研究院歷史語言研究所進行遺址受工程影響部分搶救工作，發掘工作至目前仍持續進行。由於快速道路幾乎由西北向東南穿越西寮遺址，因此發掘深坑所顯示的資料幾乎呈現等距、系統性抽樣的狀態。此遺址的發掘，使原本認知屬於蔦松文化的單一文化層，新增了底層疊壓有大湖文化的認識，且遺址地層疊壓所見的大水沖積堆積土層與文化層互層的現象，對本遺址聚落組成背後之影響因素，提供了重要的自然環境背景參考依據。
西寮遺址分為三區：遺物遺跡集中區、聚落邊緣特定功能區、聚落周邊活動區。遺物遺跡集中區出土相當大量的火塘與灰坑遺跡，從柱洞遺跡的分佈以及坑面圈狀黑土區的出土狀，初步顯示這裡的建築遺構可能是以干欄式建構而成的圓形住屋。探坑的灰坑有明顯遭大水沖積淤積黃土黃土覆蓋後，再次利用的情況，出現早晚不同階段重複利用且間隔時間不長、型態相同的現象，故推測使用的人極有可能是同一群人，於大水沖積暫時搬離，大水沖積穩定後，又回到原址。本區域是當時人主要的居住區域。
聚落邊緣特定功能區，與遺物遺跡集中區隔著一條寬約15公尺的溪流河道，有墓葬、大片火燒土與取土區等遺跡。墓葬遺跡均為頭向朝北，以仰身直肢葬為主要的埋葬形式，並有少數俯身葬及一具不正常埋葬的形式。本區出土遺物不多，且小區塊集中的現象，並非當時人主要居住的範圍，但不排除該區域周遭有小規模佔居，或充作其他功能區使用的可能。
「聚落周邊活動區」與「聚落邊緣特定功能區」並非絕對的分隔。探坑東側發現大量似遭人為刻意清理的環狀堆積貝塚。本區域已更為遠離聚落中心區，而為農耕為主的區域，出土遺物相當零星。較特殊者為P31探坑，其所在區域出土較大量的文化遺物與遺跡，極有可能為當時人群重要的聚會或宗教儀式場所。
西寮遺址似乎以聚落為中心，向外逐漸擴散其不同生活區域，並形成帶狀分佈。與文獻記載的西拉雅族資料相互比對，西寮可能是一個面積廣大的園藝式聚落，聚落房屋集中區的外圍有不同功能的區域，此區域可能為聚落主要範圍，更外圍的農業區有田間小屋，顯然是文獻記載，聚落內年紀較大的夫婦通常遷移到聚落外圍的耕作地，居住在小田寮的景象。